# Molla Nasreddine (magazine)
Molla Nasreddine (en azéri : Molla Nəsrəddin" jurnalı) était un périodique satirique azerbaïdjanais de huit pages publié à Tiflis (de 1906 à 17), à Tabriz (en 1921) et à Bakou (de 1922 à 1933; à partir du 2e numéro de 1931). Le magazine s'appelait Allahsyz («Impie»). Le magazine était lu par les classes bourgeoises cultivées à travers le monde musulman du Maroc à l'Asie de l'Est. Le principal objectif du magazine était la réforme du système éducatif, la lutte contre l'intolérance religieuse et l'émancipation des femmes musulmanes.

## Créateur du magazine
Il a été fondé par Djalil Mammadguluzade (1866-1932) et Omar Faig Nemanzadeh (1872-1937) et nommé d'après Nassredine, le légendaire soufi fou-sage du Moyen Âge. Les chroniqueurs écrivaient des articles qui « satiraient hardiment la politique, la religion, le colonialisme, la corruption, l'occidentalisation et la modernisation, l'éducation, l’ignorance et l'oppression des femmes. »
Des articles audacieux et dénonçant étaient à l'origine de nombreuses perquisitions effectuées par la police et d'interdictions fréquentes de Molla Nasraddine (en 1912, 1914 et 1917). Après une pause de trois ans, Mammadguluzadeh a déménagé à Tabriz, en Iran, où, l'année suivante, il a publié huit autres numéros du magazine.
Molla Nasraddine avait contribué au développement du genre réaliste critique dans la littérature azerbaïdjanaise. Il a influencé des processus similaires dans d'autres traditions littéraires, principalement en Iran. L'art de la bande dessinée iranienne a émergé à la suite de la publication de Molla Nasraddin à Tabriz en 1921.
De 1922 à 1931, le magazine était publié à Bakou.

## Collaborateurs
Les écrivains azerbaïdjanais de premier plan tels que Mirza Alekper Sabir, Abdurrahim Bey Hagverdiyev, Gamgusar, Mammad Said Ordubadi, Avaz Sadyk et d'autres publiaient leurs écrits sur ses pages, ainsi que les artistes tels qu’Azim Azimzade, Josef Rotter (en) (artiste allemand de la seconde moitié du XIXe siècle - début du XXe siècle), Oscar Ivanovich Schmerling (1863-1938).
À l'époque soviétique, dans les pages du magazine, on pouvait voir des appels à la lutte pour éradiquer les vestiges du passé, l’ignorance, le fanatisme religieux et la corruption. C’était la lutte entre le nouveau et l'ancien.
Du point de vue idéologique, le magazine a fourni un grand soutien moral à la construction du socialisme. Le style satirique du magazine était empreint d'ironie. Le style utilisé par Mirza Djalil était proche et compréhensible au peuple. Aucune clarification ou commentaire n'était requis. Des moyens lexicaux, phraséologiques et grammaticaux créés par un langage émotionnel et ironique ont été utilisés pour créer un sous-texte spécial.